# Liste der Naturdenkmale in Kappelrodeck
| Naturdenkmale | Anzahl |
| ------------- | ------ |
| FND           | 5      |
| END           | 0      |
| Gesamt        | 5      |

Die Liste der Naturdenkmale in Kappelrodeck nennt die verordneten Naturdenkmale (ND) der im baden-württembergischen Ortenaukreis liegenden Gemeinde Kappelrodeck. In Kappelrodeck gibt es insgesamt fünf als Naturdenkmal geschützte Objekte, alle sind flächenhafte Naturdenkmale (FND), keines ist ein Einzelgebilde-Naturdenkmal (END).
Stand: 1. November 2016.

## Flächenhafte Naturdenkmale (FND)
| Name                               | Bild | Kennung     | Einzelheiten | Position | Fläche Hektar | Datum         |
| ---------------------------------- | ---- | ----------- | ------------ | -------- | ------------- | ------------- |
| Amphibienteich, Steinbruch Schwend | BW   | 83170560001 | Kappelrodeck | ⊙        | 0,1           | 29. Jan. 1980 |
| Bürstenstein                       |      | 83170560004 | Kappelrodeck | ???      | 0,0           | 7. Okt. 1959  |
| Dasenstein                         |      | 83170560002 | Kappelrodeck | ???      | 0,1           | 7. Okt. 1959  |
| Pfennigfelsen                      |      | 83170560003 | Kappelrodeck | ???      | 0,0           | 7. Okt. 1959  |
| Stierfelsen                        |      | 83170560005 | Kappelrodeck | ???      | 0,2           | 7. Okt. 1959  |
| Legende für Naturdenkmal           |      |             |              |          |               |               |